# Farszad Ahmadzade
Farszad Ahmadzade Buruki (pers. ‏فرشاد احمدزاده بوروکی‎, ur. 23 września 1992 w Urmii) – irański piłkarz turecko-kurdyjskiego pochodzenia grający na pozycji ofensywnego pomocnika lub prawego skrzydłowego.

## Kariera klubowa
Karierę na poziomie seniorskim rozpoczął w 2011 w Parseh Teheran FC. Następnie występował w Persepolis FC oraz Teraktor Sazi. 4 lipca 2018 Ahmadzade związał się roczną umową ze Śląskiem Wrocław z opcją przedłużenia o kolejnych dwanaście miesięcy.

## Życie prywatne
Jest synem Kurda i Turczynki. Posługuje się biegle trzema językami: kurdyjskim, perskim oraz tureckim. Posiada licencjat z fizjologii sportu uzyskany na Islamskim Uniwersytecie Azad.

## Sukcesy
Persepolis FC
- Mistrzostwo Iranu (2): 2016/17[5], 2017/18[6]
- Wicemistrzostwo Iranu (1): 2015/16[7]
- Finalista Pucharu Iranu (1): 2012/13[8]
- Superpuchar Iranu (1): 2017[9]

Teraktor Sazi FC
- Wicemistrzostwo Iranu (1): 2014/15[10]
- Puchar Iranu (1): 2013/14[11]